# Micromia chlaenistes
Tripteridia dinosia là một loài bướm đêm trong họ Geometridae.